# تحلية المياه في الوطن العربي
تحلية المياه في الوطن العربي هي تقنية بدأ استخدامها في سبعينيات القرن العشرين. حيث صدر قرار بإنشاء المؤسسة العامة السعودية لتحلية المياه في عام 1974.
أنشئت أول محطة بدائية لتحلية المياه في تونس عام 1650، ولكن أول محطة تحلية بسعة تجارية أنشئت في سورينام (الأنتيل الهولندية) عام 1930.

## التقنيات المستخدمة
- التبخير الوميضي متعدد المراحل
- التبخير بطريقة التأثير متعدد المراحل
- التناضح العكسي

## محطات التحلية
| القطر    | عدد المحطات | السعة الإجمالية (مليون متر مكعب/يوم) | المصدر |
| -------- | ----------- | ------------------------------------ | ------ |
| السعودية | 17          | 5,47                                 | [ 3 ]  |
| الإمارات | 70          | 4,58                                 | [ 5 ]  |